# Dude (Looks Like a Lady)
Dude (Looks Like a Lady) is een nummer van de Amerikaanse rockband Aerosmith uit 1987. Het is eerste single van hun negende studioalbum Permanent Vacation.
Het nummer had aanvankelijk "Crushin' for the Ladies" moeten heten. De collega's van Mötley Crüe leidden bij Aerosmith tot de inspiratie voor het nummer. Het viel de leden van Aerosmith namelijk op de bandleden van Mötley Crue iedere zin begonnen en eindigden met "dude". Later dacht Aerosmith-frontman Steven Tyler ergens een aantrekkelijke vrouw te spotten, maar achteraf bleek dat Vince Neil te zijn, de zanger van Mötley Crue. Door deze twee gebeurtenissen was de titel "Dude (Looks Like a Lady)" geboren. De plaat werd een grote hit in Noord-Amerika en bereikte de 14e positie in de Amerikaanse Billboard Hot 100. Toen het nummer in 1990 opnieuw werd uitgebracht, sloeg het ook op de Britse eilanden aan. Hoewel de plaat in Nederland geen hitlijsten bereikte, werd het er wel een radiohit.